# Arne-Carlos Böttcher
Arne-Carlos Böttcher (* 1998 in Emden) ist ein deutscher Schauspieler und Model.

## Leben
Arne-Carlos Böttcher, in Emden geboren, zog im Alter von zwei Monaten mit seinen Eltern nach Málaga (Spanien), wo er auf dem Land aufwuchs und 2016 seinen Schulabschluss machte. Nach seinem Schulabschluss ging er nach Hamburg, jobbte in einem Fitness-Studio und wurde dort von einem Designer für Werbeaufnahmen an eine Model-Agentur vermittelt. 
Erste Werbeverträge erhielt er für Shootings und Werbespots von Clockhouse und Schwarzkopf. Anschließend wurde er als Model für Online-Kampagnen von Adidas, Globus, Schild, Lidl und Zalando gebucht.
Schauspielunterricht nahm er 2017 bei der Berliner Coaching-Agentur „Die Tankstelle“. In der ZDF-Fernsehreihe Kreuzfahrt ins Glück spielte er in der im Dezember 2020 erstausgestrahlten Folge Hochzeitsreise an die Ostsee den „attraktiven“ Reitlehrer und Mädchenschwarm Ole. In der TV-Serie Leon – Glaub nicht alles, was du siehst (2022) gehört er zum durchgehenden Nebencast. In der 16. Staffel der ZDF-Serie Notruf Hafenkante (2022) übernahm er eine Episodenhauptrolle als besorgter Freund eines 16-jährigen Mädchens aus einer Prepper-Familie.
Böttcher studiert seit Mai 2019 Online-Marketing an der  International University of Applied Sciences (IUBH) und ist Gründer und Mitinhaber einer Online-Marketing-Agentur. Er lebt in Hamburg.

## Filmografie (Auswahl)
- 2020: Leonidas (Kinofilm)
- 2020: Kreuzfahrt ins Glück: Hochzeitsreise an die Ostsee (Fernsehreihe)
- 2022: Leon – Glaub nicht alles, was du siehst (Fernsehserie, Spin-Off von Gute Zeiten, schlechte Zeiten)
- 2022: Notruf Hafenkante: Überlebenskampf (Fernsehserie, eine Folge)
- 2022: Sommer auf drei Rädern (Fernsehfilm)
- 2022: Malibu – Ein Zelt für drei (Fernsehreihe, eine Folge)
- 2023: Gäste zum Essen (Fernsehfilm)
- 2025: SOKO Potsdam: Perfect Match (Fernsehserie, eine Folge)